# Дарк-метал
Дарк-ме́тал (також дарк-, грец. Dark metal, від dark — «темний») — музичний напрямок, атмосферний піджанр метала, що вперше з'явився в кінці 1980-х і сформувався до 1994 року, відколи отримав назву за однойменним альбомом Bethlehem. Є тематичним а не виконавчим стилем. Перші альбоми цього напрямку можна виявити в Німеччині, Бразилії, Греції, США, Швейцарії та інших країнах. Дарк-метал найчастіше характеризується поєднанням елементів екстремального металу з дарк-ембієнтом.